# Томас Лорънс
Лорънс Арабски пренасочва насам.  За филма вижте Лорънс Арабски (филм).
Подполковник Томас Едуард Лорънс (на английски: Lieutenant Colonel Thomas Edward Lawrence) (16 август 1888 – 19 май 1935), известен и като Лорънс Арабски (на английски Lawrence of Arabia) е британски офицер, прочут с участието си в Арабското въстание и Синайско-Палестинската кампания срещу Османската империя по време на Първата световна война. Неговата ярка индивидуалност и трудовете му, заедно с необикновената всеобхватност и разнообразие на неговите дейности, го превръщат в обект на възхищение навсякъде по света.
Публичният образ на Т. Е. Лорънс се дължи отчасти на сензационния репортаж на американския журналист Лоуъл Томас за бунта, както и на автобиографичната книга на самия Лоурънс „Седем стълба на мъдростта“.
„Всички хора мечтаят, но не по еднакъв начин. Онези, които мечтаят през нощта в прашните недра на своите умове, се събуждат през деня, за да разберат, че това е било суета. Но мечтателите на деня са опасни хора, защото те могат да действат в съня си с отворени очи и да го направят възможен.“
Т.Е.Лорънс из „Седем стълба на мъдростта"

## Биография
Т. Е. Лорънс е роден на 16 август 1888 година в Тремадог, Северен Уелс. Той е вторият от петимата синове на Сър Томас Чапмън и Сара Джънър. Известен като Лорънс Арабски, той придобива слава с подвизите си като британски военен офицер за свръзка по време на Арабското въстание през Първата световна война.
Лорънс се увлича по археологията от дете. След дипломирането си с отличие от Оксфордския университет през 1910 година, той работи като помощник при разкопки на Британския музей в Ирак (тогава Ирак е известен като Месопотамия). Именно там Лорънс среща британската писателка, археоложка и политически офицер Гертруд Бел, работейки с нея върху британските разкопки на Каркемиш. Двамата често работят заедно през следващите години и тя оказва огромно влияние върху него.
Когато избухва Първата световна война през 1914 г., Лорънс прекарва кратък период в Географския сектор към Генералния щаб в Лондон и е изпратен във Военния департамент в Кайро. През 1916 г. арабите въстават срещу Османската империя. Лорънс е изпратен в Мека на разузнавателна мисия, като се преоблича в арабско облекло и се представя за арабин. Впоследствие става офицер за свръзка между британците и арабите. Неговият разказ за бунта е описан в книгите му „Седем стълба на мъдростта, един триумф“ и „Бунт в пустинята“.
След войната Лорънс участва в британската делегация на Парижката мирна конференция, където подкрепя каузата на арабската независимост. Въпреки усилията му, новообразуваните Сирия, Палестина и Ирак са разпределени под мандати (управление) на Франция и Великобритания. Лорънс се завръща в Англия изтощен и разочарован. До края на 1920 година британските опити да наложат колониално управление в Ирак предизвикват открити протести. Уинстън Чърчил е избран от британското колониално министерство да намери разрешение и той убеждава Лорънс да постъпи при него като съветник. До края на 1922 г. Чърчил, със значителна помощ от страна на Лорънс, достига до разрешаване на ситуацията.
През 1922 г. Лорънс подава оставка от длъжността си в Колониалното бюро и се записва в Кралските военновъздушни сили под измислено име. След четири месеца е разкрит от пресата и уволнен. С помощта на влиятелни приятели той отново се записва, този път под името Томас Едуард Шоу. Между 1922 и 1927 година Лорънс преработва и подготвя за публикация „Седем стълба на мъдростта“ и редактира съкратено издание на „Бунт в пустинята“. Когато е на половината на книгата, той успява да се прехвърли отново в Кралските военновъздушни сили.
През март 1935 г. неговата двадесетгодишна военна служба приключва и той се оттегля във вилата си „Хълмът на облаците“ в Дорсет, Англия. Два месеца по-късно претърпява катастрофа и е изхвърлен от мотора си. Получава тежки наранявания на главата и няколко дни по-късно умира без да дойде в съзнание.